# فريدريك لاغرنج
فريدريك لاغرانج (1964) باحث وأستاذ جامعيّ فرنسي متخصّص في مجال الموسيقى المصريّة في عصر النّهضة، ويعمل حاليا أستاذاً مساعداً للأدب العربيّ في جامعة السوربون، وله العديد من الأبحاث في الأدب القديم والمعاصر وعدة ترجمات منشورة.